# Kunst im öffentlichen Raum in Schalksmühle
Kunst im öffentlichen Raum in Schalksmühle umfasst öffentlich zugängliche Plastiken, Skulpturen, Brunnen, Wandmalereien, Mosaike und Graffiti im Gebiet der sauerländischen Gemeinde Schalksmühle im Märkischen Kreis. Die nachstehende Liste von Kunstwerken im öffentlichen Raum ist nicht vollständig. Sie wird kontinuierlich ergänzt.

## Liste
| Bild           | Titel/Bezeichnung       | Standort                   | Künstler                | Entstehung | Anmerkungen |
| -------------- | ----------------------- | -------------------------- | ----------------------- | ---------- | --- |
| weitere Bilder | Kiepenlisettken         | Rathausplatz Lage          | Waldemar Wien           |            | Die Bronzeskulptur soll an Lisette Cramer geb. Buschhaus (1845–1907) erinnern, die als Wanderhändlerin mit ihrer mit Waren für den Hausgebrauch gefüllten Kiepe von Ort zu Ort zog. |
|                | Große Bürste            | Rotthausen Lage            | Sandra Tusch-Dünnebacke |            | Künstlerisch gestalteter Scheuerpfahl, der im Zuge des Projekts „Scheuerpfähle fürs Volmetal“ geschaffen wurde. Die Künstlerin will mit der Skulptur ausdrücken, dass durch Reibung erzeugte Spannung zur Konfliktlösung beitragen kann. |
|                | Stille                  | Dahlerbrück Mühlenweg Lage | Brigitte Westphal       |            | Künstlerisch gestalteter Scheuerpfahl, der im Zuge des Projekts „Scheuerpfähle fürs Volmetal“ geschaffen wurde. Der im Glörpark stehende Scheuerpfahl Stille soll zeigen, dass „es in unserer voll mechanisierten Welt auch leise zugehen kann“. |
|                | Phönix                  | Wippekühl Lage             | Falco Stroh             |            | Künstlerisch gestalteter Scheuerpfahl, der im Zuge des Projekts „Scheuerpfähle fürs Volmetal“ geschaffen wurde. Auf dem Scheuerpfahl der nahe dem denkmalgeschützten Bauernhaus Wippekühl steht, wurden alte bäuerliche Werkzeuge arrangiert. Man soll daran erkennen, dass Althergebrachtes „zu einem zukunftsweisenden Raumschiff“ werden kann.                      |
|                | Musik liegt in der Luft | Am Mathagen 38 Lage        | Manfred Fürth           |            | Künstlerisch gestalteter Scheuerpfahl, der im Zuge des Projekts „Scheuerpfähle fürs Volmetal“ geschaffen wurde. Auf dem Scheuerpfahl neben der ehemaligen Kreuzkirche befinden sich ineinander verschlungene Streichinstrumente. Die Bögen werden durch relativ dünne lange Aststäbe, die im obigen Bereich des Pfahles ringsherum eingearbeitet wurden, symbolisiert. |
|                | Holz, Stein, Metall     | Bundesstraße 54 Lage       | Natale Curatolo         |            | Künstlerisch gestalteter Scheuerpfahl, der im Zuge des Projekts „Scheuerpfähle fürs Volmetal“ geschaffen wurde. Der Scheuerpfahl am Volmepark soll die Industriegeschichte entlang der Volme und ihren Seitentälern zeigen. In den Eichenstamm mit blauen Einschlüssen wurden Backsteine, ein kleines gusseisernes Fenster und Edelstahlelemente eingearbeitet.        |